# Al Salmy 4
Die Al Salmy 4 ist ein kombiniertes Eisenbahn- und RoRo-Fährschiff, das 1974 unter dem Namen Chartres für den französischen SNCF-Konzern fertiggestellt wurde.

## Geschichte

### Chartres

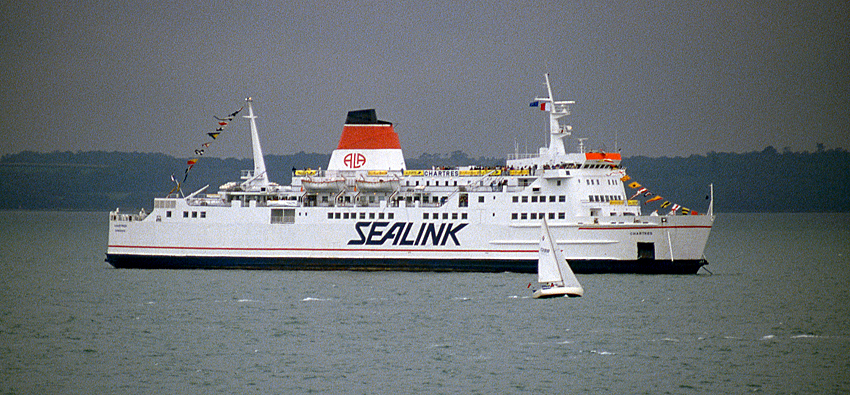
Die Zugfähre Chartres im Solent (1993)

Die Chartres wurde für den Eisenbahn-, Fahrzeug- und Personentransport im Ärmelkanal konzipiert und am 25. Februar 1974 auf der Strecke von Dover nach Dünkirchen in Dienst gestellt. In Calais ereignete sich 1978 eine Kollision mit dem Lotsenboot Louis Magniez, bei der das Schadensausmaß aber relativ gering ausfiel. Während des Zweiten Golfkrieges wurde das Schiff von der französischen Regierung gechartert, um französisches Militärgerät in das Operationsgebiet im Nahen Osten zu befördern.

### Express Santorini
Im Jahr 1993 wurde das Schiff an die griechische Reederei Agapitos Express Ferries verkauft, in Express Santorini umbenannt und als Ersatz für die aufgelegte Aigaion im Fährdienst zwischen Piräus und den Kykladen-Inseln eingesetzt. 1999 wurde es an Minoan Flying Dolphins verkauft und 2007 an die 2005 gegründete portugiesische Reederei Atlânticoline verchartert, die es von 2007 bis 2016 im Liniendienst zwischen den Inseln der Azoren einsetzte.

### Al Salmy 4
Im Herbst 2016 wurde die Express Santorini von der Salem Al Makrani Cargo Co (SAMC), eine Reederei aus den Vereinigten Arabischen Emiraten, gekauft. Im Zuge dessen erfolgte die Umbenennung in Al Salmy 4.